# Козаков, Виктор Александрович
Виктор Александрович Козаков (1895—1916) — русский военный лётчик, герой Первой мировой войны.

## Биография
Родился 17 декабря 1895 года. Образование получил в Проскуровском реальном училище и Одесском военном училище, из которого выпущен 1 октября 1914 года подпоручиком с назначением в штаб Одесского военного округа.
Состоя в списках 49-го пехотного запасного батальона Козаков 31 января 1915 года был командирован в Севастопольскую военную авиационную школу и 15 июня того же года успешно сдал экзамен на управление самолётом «Фарман-7», 6 июля сдал аналогичный экзамен на аппарате «Фарман-22» и 16 июля выпущен из школы с прикомандированием к 29-му корпусному авиационному отряду, где был назначен заведующим технической частью.
Во время Первой мировой войны неоднократно совершал боевые вылеты. Погиб 15 марта 1916 года вместе с лётчиком-наблюдателем прапорщиком Успенским. 15 июля 1916 года посмертно награждён орденом св. Станислава 3-й степени с мечами и бантом. Высочайшим приказом от 12 января 1917 года Козаков был посмертно награждён орденом св. Георгия 4-й степени
За то, что 15-го марта 1916 г., вылетев на аппарате системы «Вуазен» с целью фотографирования неприятельской позиции, под сильным артиллерийским огнём противника производил свои полёты и фотографирование, а затем встретившись с немецким «Альбатросом», смело атаковал его, но в неравном бою погиб вместе с аппаратом.
Самолёт Козакова и Успенского упал в расположении русских войск в районе станции Двинск, там же лётчики и были похоронены.